# Vicki Becho
Vicki Becho Desbonne (Montreuil; 3 de octubre de 2003) es una futbolista francesa. Juega como delantera en el Olympique de Lyon de la Division 1 Féminine de Francia.

## Trayectoria
A sus 5 años, Becho fue descubierta por el entrenador del SC Malay-Le-Grand, jugando en este club hasta la categoría sub-12 para luego unirse en 2015 a las inferiores del FC Sens. Durante un encuentro amistoso contra el PSG, su entrenador le habló al técnico rival sobre Becho, despertándo su interés y accediendo así la futbolista a una prueba en el club parisino. Fue aceptada y en 2016 se incorporó a las formativas del Paris Saint-Germain II. En mayo de 2019 y con solo 15 años ganó el Campeonato de Francia Sub-19 al vencer en la final al Olympique de Lyon por 5-1 con un doblete de la propia Becho.
En febrero de 2020, ganó el primer Titi d'Or femenino, un trofeo otorgado por la Asociación Les Titis del PSG que premia a la mejor jugadora del Paris Saint-Germain II. El mismo mes jugó su primer partido con el equipo mayor, enfrentándose al Arras en los cuartos de final de la Copa de Francia 2019-20.
Se unió al Olympique de Lyon durante la temporada 2020-21.

## Selección nacional
Becho formó parte de todas las selecciones inferiores de Francia durante el mismo año, en 2019. Participó en las eliminatorias para el Campeonato de Europa Sub-17 de 2019, anotando 2 goles en 3 partidos para la sub-17 de Francia. En abril ganó el primer Torneo de Montaigu con la sub-16 con un registro de 3 goles en 5 partidos.
En mayo fue convocada con solo 15 años al combinado sub-19 de Francia con motivo del Campeonato de Europa Sub-19 de 2019. Tras acumular 3 goles en 5 partidos, ganó la competición con los Bleuettes. En noviembre fue convocada a la sub-20 y disputó dos partidos amistosos.

## Estadísticas

### Clubes
| Club                    | País    | Año             |
| ----------------------- | ------- | --------------- |
| Paris Saint-Germain     | Francia | 2020            |
| Olympique de Lyon       | Francia | 2020 - 2021     |
| Stade de Reims (cedida) | Francia | 2021 - 2022     |
| Olympique de Lyon       | Francia | 2022 - presente |

## Palmarés

### Títulos internacionales
| Título         | Equipo  | Sede    | Año  |
| -------------- | ------- | ------- | ---- |
| Europeo Sub-19 | Francia | Escocia | 2019 |

(*) Incluyendo la Selección